# Inmigración colombiana en Costa Rica
Los colombianos son una de las mayores comunidades extranjeras en Costa Rica y en dicho país se encuentra un de las comunidades más numerosas de colombianos en el exterior, las comunidades están formadas por estudiantes, comerciantes, empresarios y deportistas. Según el censo del año 2000, había 13.638 colombianos residiendo en Costa Rica.

## Perfil
Costa Rica es el octavo país con mayor cantidad de colombianos, sin embargo los colombianos eran la segunda colectividad de inmigrantes más grande del país desde los años 1980s hasta finales de 2010s superados por los venezolanos. La mayoría de colombianos deja su país por razones del conflicto bélico que se vive internamente y suelen ser personas con estudios avanzados y recursos económicos. Esto diferencia al inmigrante colombiano de otros inmigrantes, como nicaragüenses y dominicanos, que normalmente emigra por razones económicas y tiene estudios más bajos. Los colombianos a menudo se afincan en el país montando negocios comerciales o ejerciendo profesiones liberales. Por ejemplo, en el año 2000 el 53% de los extranjeros que tramitaron la revalidación de sus títulos universitarios ante el Consejo Nacional de Rectores de Costa Rica (CONARE) fueron colombianos. De estos la mayoría fueron títulos de medicina, seguidos por títulos de ingeniería, derecho y arquitectura.
Costa Rica es signataria de varios convenios internacionales de refugiados, por lo que los inmigrantes colombianos pueden solicitar residencia permanente en el país con estatus de refugiado. Hasta 2002 no se requería visa para ingrar a Costa Rica desde Colombia, pero esto se varió a partir de 2002. Para 2002 5.261 habían solicitado ser reconocidos como refugiados de los cuales  2.925 fueron aceptados, así como había para ese año 4.498 residentes.

## Flujos Migratorios
| 1900 | 10     |
| 1910 | 27     |
| 1921 | 32     |
| 1970 | 1.183  |
| 1980 | 1.708  |
| 1990 | 2.169  |
| 2000 | 13.638 |
| 2010 | 18.000 |
| 2017 | 21.583 |

- Estimaciones dicen que si se suman personas con doble nacionalidad colombiano y costarricense se llegaría entre 28 a 30 mil residentes con nacionalidad Colombiana en el país por nacer de un padre o madre colombiano.